# Mistrzostwa Panamerykańskie w Judo 2005
Mistrzostwa panamerykańskie odbywały się w dniach 19-21 maja 2005 roku w Caguas. W tabeli medalowej tryumfowali judocy z Ekwadoru.

## Klasyfikacja medalowa
Gospodarz zawodów został zaznaczony kolorem.
| Miejsce | Państwo           |    |    |    | Razem |
| ------- | ----------------- | -- | -- | -- | ----- |
| 1       | Ekwador           | 5  | 0  | 2  | 7     |
| 2       | Brazylia          | 4  | 6  | 5  | 15    |
| 3       | Stany Zjednoczone | 4  | 1  | 4  | 9     |
| 4       | Kanada            | 2  | 4  | 8  | 14    |
| 5       | Argentyna         | 2  | 1  | 2  | 5     |
| 6       | Kolumbia          | 1  | 0  | 1  | 2     |
| 7       | Portoryko         | 0  | 2  | 4  | 6     |
| 8       | Dominikana        | 0  | 2  | 3  | 5     |
| 9       | Meksyk            | 0  | 1  | 2  | 3     |
| 10      | Haiti             | 0  | 1  | 1  | 2     |
| 11      | Chile             | 0  | 0  | 1  | 1     |
| Razem   | Razem             | 18 | 18 | 33 | 69    |

## Medaliści

### Mężczyźni
| Konkurencja: | Złoto:            | Srebro:          | Brąz:                                |
| −55 kg       | Carlos Tenesaca   | Aaron Kunihiro   | Johnny Guaca                         |
| −60 kg       | Miguel Albarracín | Daniel Aquino    | Frazer Will Modesto Lara             |
| −66 kg       | João Derly        | Juan Jacinto     | Roberto Ibáñez Felipe Novoa          |
| −73 kg       | Ryan Reser        | Diogo Coutinho   | Yamil Delgado Abraham Negrete        |
| −81 kg       | Tyler Boras       | Tiago Camilo     | Aaron Cohen Abderramán Brenes        |
| −90 kg       | Eduardo Costa     | Gervais Turcotte | Alessandro Merly Dariusz Mikolajczak |
| −100 kg      | Luciano Corrêa    | Alexandru Ciupe  | Teófilo Diek Edgardo Adames          |
| ponad 100 kg | Walter Santos     | Joel Brutus      | Kirk Hoffmann Trevor McAlpine        |
| Open         | Walter Santos     | Carlos Santiago  | Joel Brutus Trevor McAlpine          |

### Kobiety
| Konkurencja: | Złoto:          | Srebro:               | Brąz:                                   |
| −44 kg       | Maira Viveros   | Paula Pareto          | Sarah Menezes                           |
| −48 kg       | Glenda Miranda  | Isabel Latulippe      | Andressa Fernandes Sayaka Matsumoto     |
| −52 kg       | Carrie Chandler | María García          | Fabiane Hukuda Aminata Sall             |
| −57 kg       | Valerie Gotay   | Roberta Bittencourt   | Michelle Buckingham Diana Villavicencio |
| −63 kg       | Ronda Rousey    | Marie-Hélène Chisholm | Jessica García Daniela Krukower         |
| −70 kg       | Diana Chalá     | Márcia Vieira         | Catherine Roberge Elizabeth Copes       |
| −78 kg       | Amy Cotton      | Claudirene Cezar      | Leidi Germán                            |
| ponad 78 kg  | Carmen Chalá    | Vanessa Zambotti      | Maria Suelen Altheman Olia Berger       |
| Open         | Carmen Chalá    | Melissa Mojica        | Olia Berger Vanessa Zambotti            |